# Harvey Quinnt
Harvey Quint was een Belgische popband die werd opgericht door Philippe Fierens, frontman van de reggaeband Savanna Station. Harvey Quinnt is genoemd naar een nummer van de Urban Dance Squad.
De videoclip van de debuutsingle werd geregisseerd door Daan Stuyven en opgenomen op het eiland Lanzarote.
Hoewel de single Black Pearl de nodige aandacht kreeg, en werd opgenomen op een compilatiealbum van De Afrekening viel de band na het eerste album uit elkaar. De band speelde onder meer op Pukkelpop.
Harvey Quinnt was feitelijk een soloproject van Philippe Fierens, die muzikanten uit verschillende bekende bands rond zich verzamelde, met name:
- Tomas De Smet (Think of One, Zita Swoon)
- Rodrigo Fuentealba  (Fifty Foot Combo, Novastar)
- Amel Serra Garcia (Zita Swoon, El Tattoo del Tigre)
- Roel Poriau (Think of One, Antwerp Gipsy-Ska Orkestra)
- Wim Janssens (Ellroy, Joy Wellboy)

## Discografie
- Harvey Quinnt (2010)